# جان استامپف
جان استامپف (به انگلیسی: John Stumpf) (زاده ۱۹۵۳) بانکدار، کارآفرین و مدیر ارشد اجرایی آمریکایی آلمانی‌تبار است، که اکنون به‌عنوان مدیر عامل اجرایی و رییس هیئت مدیره بانک ولز فارگو فعالیت می‌نماید.
ولز فارگو هم‌اکنون (۲۰۱۳) بزرگترین بانک جهان بر پایه میزان ارزش بازار سرمایه، به‌شمار می‌آید. استامپف عضو هیئت مدیره شرکت نفتی شورون، ویزا کارت و شرکت خرده‌فروشی تارگت، همچنین موزه هنرهای معاصر سانفرانسیسکو می‌باشد.